# Lapeer (Michigan)
Pour les articles homonymes, voir Lapeer.
La ville de Lapeer est le siège du comté de Lapeer, dans l’État du Michigan, aux États-Unis. Sa population s’élevait à 8 841 habitants lors du recensement de 2010, estimée à 8 621 habitants en 2018.

## Démographie
| Groupe            | Lapeer | Michigan | États-Unis |
| ----------------- | ------ | -------- | ---------- |
| Blancs            | 88,6   | 79,0     | 72,4       |
| Afro-Américains   | 7,6    | 14,2     | 12,6       |
| Métis             | 1,8    | 2,3      | 2,9        |
| Asiatiques        | 0,8    | 2,4      | 4,8        |
| Amérindiens       | 0,6    | 0,6      | 0,9        |
| Autres            | 0,5    | 1,5      | 6,4        |
| Total             | 100    | 100      | 100        |
|                   |        |          |            |
| Latino-Américains | 3,9    | 4,4      | 16,7       |

Selon l’American Community Survey, pour la période 2011-2015, 95,99 % de la population âgée de plus de 5 ans déclare parler l'anglais à la maison, 1,76 % déclare parler l'espagnol, 0,82 % le vietnamien, 0,51 % l'allemand et 0,92 % une autre langue.

## Source
- (en) Cet article est partiellement ou en totalité issu de l’article de Wikipédia en anglais intitulé « Lapeer, Michigan » (voir la liste des auteurs).

1. ↑  (en) « Population and Housing Unit Estimates », sur census.gov (consulté le 18 août 2019)
2. ↑  (en) « Census of Population and Housing », sur census.gov, Census.gov (consulté le 4 juin 2015)
3. ↑  (en) « Lapeer, MI Population - Census 2010 and 2000 », sur censusviewer.com.
4. ↑  (en) « Population of Michigan - Census 2010 and 2000 », sur censusviewer.com.
5. ↑  (en) « Language spoken at home by ability to speak English for the population 5 years and over », sur data.census.gov.